# Physoschistura
Physoschistura is een geslacht van straalvinnige vissen uit de familie van de bermpjes (Nemacheilidae).

## Soorten
- Physoschistura brunneana (Annandale, 1918)
- Physoschistura elongata Sen & Nalbant, 1982
- Physoschistura pseudobrunneana Kottelat, 1990
- Physoschistura raoi (Hora, 1929)
- Physoschistura rivulicola (Hora, 1929)
- Physoschistura shanensis (Hora, 1929)
- Physoschistura tuivaiensis Lokeshwor, Vishwanath & Shanta, 2012
- Physoschistura yunnaniloides Chen, Kottelat & Neely, 2011